# Castaño-Mirasierra
Castaño-Mirasierra es un barrio de Granada, España, perteneciente al distrito Genil. Está situado en la zona suroeste del distrito. Limita al norte con el barrio de Cervantes; al este, con el barrio anteriormente mencionado, el barrio de Camino de los Neveros y el término municipal de Huétor Vega; al oeste, con el barrio de Zaidín-Vergeles; y al sur, con el municipio de La Zubia.

## Lugares de interés
- Parroquia de la Inmaculada Niña. Calle Mercedes Gaibrois, 37. De arquitectura contemporánea.